# Kuba (Lelaufe)
Kuba ist ein osttimoresisches Straßendorf im Zentrum des Sucos Lelaufe (Verwaltungsamt Nitibe, Sonderverwaltungsregion Oe-Cusse Ambeno). Der Ort liegt auf einer Meereshöhe von 512 m. Die Grundschule des Sucos liegt westlich Kubas. Weiter westlich liegt an der Straße die Siedlung Numatambing, südöstlich das Dorf Netembintemo.